# 黎澤倫
黎澤倫（英語：Jacland LAI Chak Lun，1936年7月28日—），香港教育工作者，拔萃男書院第八任校長（1983年-2000年）、香港科技大學榮譽院士、前香港聖公宗小學監理會委員。

## 生平
1938年，黎澤倫生於香港一華裔家庭，先後就讀於拔萃男書院（1955年中五，在同年英文中學會考中考獲英文、地理以及數學3科「良」等成績，與前聖保羅書院校長夏永豪為同屆同學）及香港大學物理系。1962年大學畢業後，在拔萃男書院任教物理科，歷任舍監、副校長等職。1983年，接掌校長之位。在位期間，該校保持了一貫的高學業水準，並於體育、音樂、朗誦、辯論、戲劇等比賽中屢獲殊榮，課外活動得到長足發展。此外，語言實驗室、示範室得以設立，全校實施電腦化。2000年，黎氏退休。
黎氏積極投入香港教育事業，為香港科技大學、香港李寶椿聯合世界書院創辦人之一，長期擔任香港聖公宗小學監理會委員、大學教育資助委員會委員及拔萃小學、天保民學校、聖公會奉基小學、聖公會奉基千禧小學等多所學校的校監。另外，黎氏亦參與了各種社會活動，曾任廉政公署顧問委員、三木音樂統籌中心課程諮詢委員等職。
2006年6月30日，黎氏因其對香港社會的長期貢獻而獲香港科技大學頒授榮譽院士之銜。

## 其他
- 黎澤倫為拔萃男書院第一位華裔校長。
- 黎氏之妻黎韋潔蓮女士（Minnie Lai）曾任協恩中學校長（1978年-2002年）。
- 黎氏之弟黎泰倫（Tyrone Lai）為加拿大紐芬蘭紀念大學（Memorial University of Newfoundland）哲學系教授。
- 黎氏中學時代與港大教授黃兆傑、中大教育系教授馮以浤、聖保羅書院校長夏永豪為同班同學。